# São João de Tarouca
São João de Tarouca é uma vila portuguesa sede da Freguesia de São João de Tarouca do Município de Tarouca, freguesia com 22,46 km² de 
área e 460 habitantes (censo de 2021), tendo, assim, uma densidade populacional de 20,5 hab./km².
A freguesia de São João de Tarouca engloba cinco povoações (Couto, Pinheiro, S. João de Tarouca, Vila Chã do Monte e Vilarinho), tendo como sede a povoação de São João de Tarouca.
A povoação de São João de Tarouca foi elevada à categoria de vila em 1995.

## Demografia
A população registada nos censos foi:
Nota: Nos anos de 1864 a 1890 pertencia ao concelho de Mondim da Beira, extinto por decreto de 26/06/1896.
| Distribuição da População por Grupos Etários | Distribuição da População por Grupos Etários | Distribuição da População por Grupos Etários | Distribuição da População por Grupos Etários | Distribuição da População por Grupos Etários |
| -------------------------------------------- | -------------------------------------------- | -------------------------------------------- | -------------------------------------------- | -------------------------------------------- |
| Ano                                          | 0-14 Anos                                    | 15-24 Anos                                   | 25-64 Anos                                   | > 65 Anos                                    |
| 2001                                         | 107                                          | 142                                          | 325                                          | 161                                          |
| 2011                                         | 79                                           | 43                                           | 331                                          | 153                                          |
| 2021                                         | 44                                           | 37                                           | 201                                          | 178                                          |

## Património
- Convento ou Mosteiro de São João de Tarouca (e igreja)
- Ponte Românica de S. João de Tarouca
- Torre Sineira  do Convento de Cister de de S. João de Tarouca.
- Capela de Santa Umbelina
- Capela de Santo António
- Moinhos de água

## Fauna
Apesar de esta fauna estar sujeita às condições climatéricas e outras, ainda se pode encontrar no seu meio selvagem o javali, a raposa, o lobo, coelhos, perdizes, corvos e no verão ainda se podem ver algumas aves de rapina, as andorinhas e ainda outras aves de pequeno porte. Podem-se ainda encontrar animais aquáticos no Rio Varosa, que atravessa a povoação.

## Flora
Pode-se encontrar nesta região o pinheiro-bravo, o castanheiro, o carvalho, o amieiro e o sabugueiro, e muita outra vegetação rasteira como a urze, o sargaço, a giesta, a carqueija e muitas outras.

## Galeria

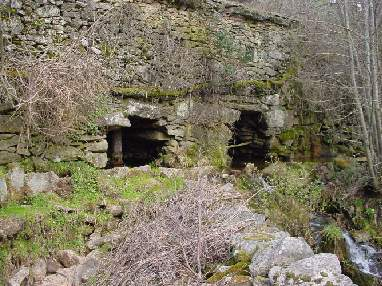
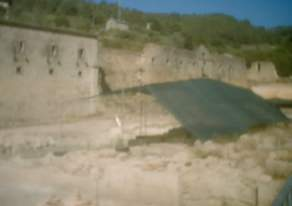
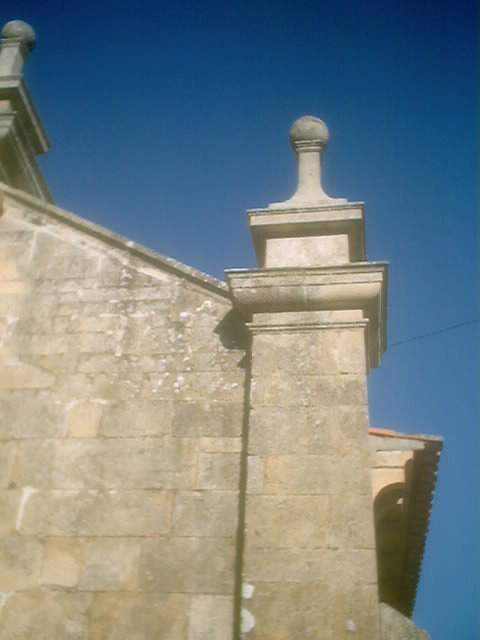
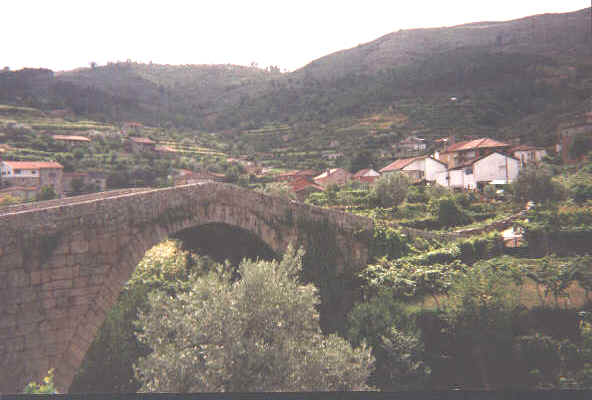
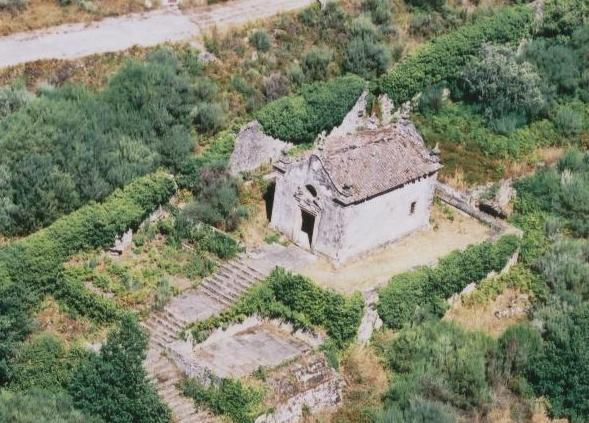